# Paul Hester

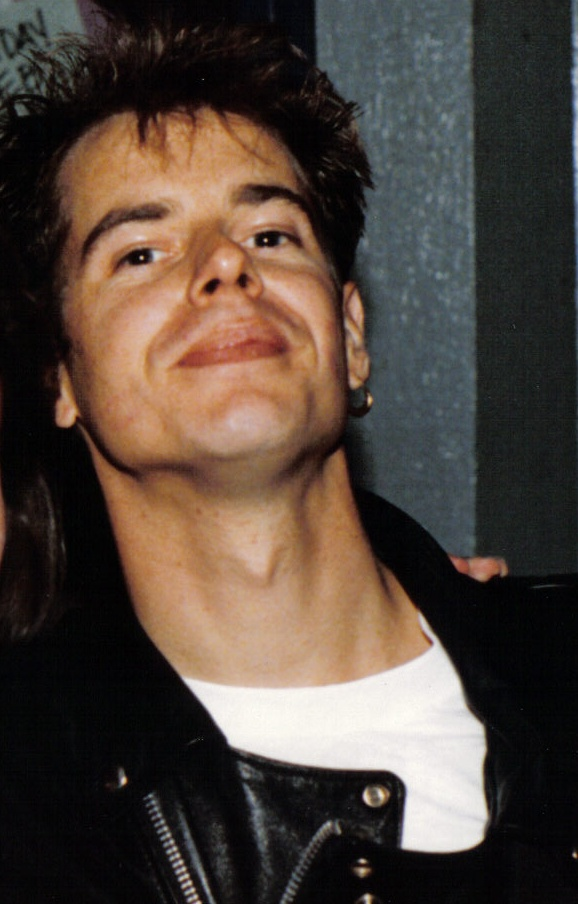
Paul Hester

Paul Newell Hester (Melbourne, 8 januari 1959 – aldaar, 26 maart 2005) was de Australische drummer in de Australisch/Nieuw-Zeelandse bands Split Enz en Crowded House. 
Zijn moeder werkte als jazzdrummer, en hij kreeg zo al op jonge leeftijd door zijn moeder de drumstokken in handen gedrukt. Hij had verschillende baantjes voordat hij in 1980 zijn eerste band oprichtte, met de naam Cheks. Deze groeide uit tot Deckchairs Overboard. 
Eind 1983 zat de Nieuw-Zeelandse groep Split Enz zonder drummer, en op advies van Rob Hirst van Midnight Oil werd Paul gevraagd voor een auditie. Hij kreeg de baan. Nadat Split Enz in 1984 uit elkaar ging vormde hij samen met Neil Finn een nieuwe band, Crowded House, die internationaal veel succes had. In 1994 stapte hij tijdens de Amerikaanse tournee uit de band. Hij noemde de druk van het toeren en zijn afnemende motivatie voor de band als zijn redenen. 
Sinds die tijd was hij druk met tv- en radiowerk, en opende hij een restaurant in Elwood Beach (deel van Melbourne), waar hij ook woonde. Hij heeft daarna in verschillende bands gespeeld, waaronder Largest Living Things, Tarmac Adam (met Nick Seymour) en McSweeney. 
Het kwam als een schok voor velen toen Paul op 26 maart 2005 dood werd aangetroffen in het Elsternwick park in Melbourne. De 46-jarige muzikant had zichzelf door ophanging van het leven beroofd.